# 八尾市立志紀小学校
八尾市立志紀小学校（やおしりつ しき しょうがっこう）は、大阪府八尾市にある公立小学校。
明治時代初期に設置された「河州第八十八番小学校」を起源としている。

## 沿革
- 1875年9月15日 - 河州第八十八番小学校として開校。
- 1876年12月 - 田井中小学校に改称。
- 1910年 - 中河内郡志紀尋常小学校に改称。
- 1941年4月1日 - 国民学校令により、中河内郡志紀国民学校に改称。
- 1947年4月1日 - 学制改革により、志紀村立志紀小学校に改称。
- 1956年4月1日 - 志紀町の町制施行により、志紀町立志紀小学校に改称。
- 1957年4月1日 - 八尾市立志紀小学校に改称。
- 1972年9月1日 - 八尾市立永畑小学校を分離。

## 通学区域
- 八尾市 老原（一部）、東老原1丁目（一部）・東老原2丁目、田井中、志紀町、志紀町西、志紀町南、弓削町、弓削町南、西弓削1丁目・2丁目、西弓削3丁目（一部）、天王寺屋、空港1丁目。

卒業生は基本的に八尾市立志紀中学校に進学する。

## 交通
- 関西本線（大和路線） 志紀駅 西へ約1.1km。